# Space Shuttle Challenger

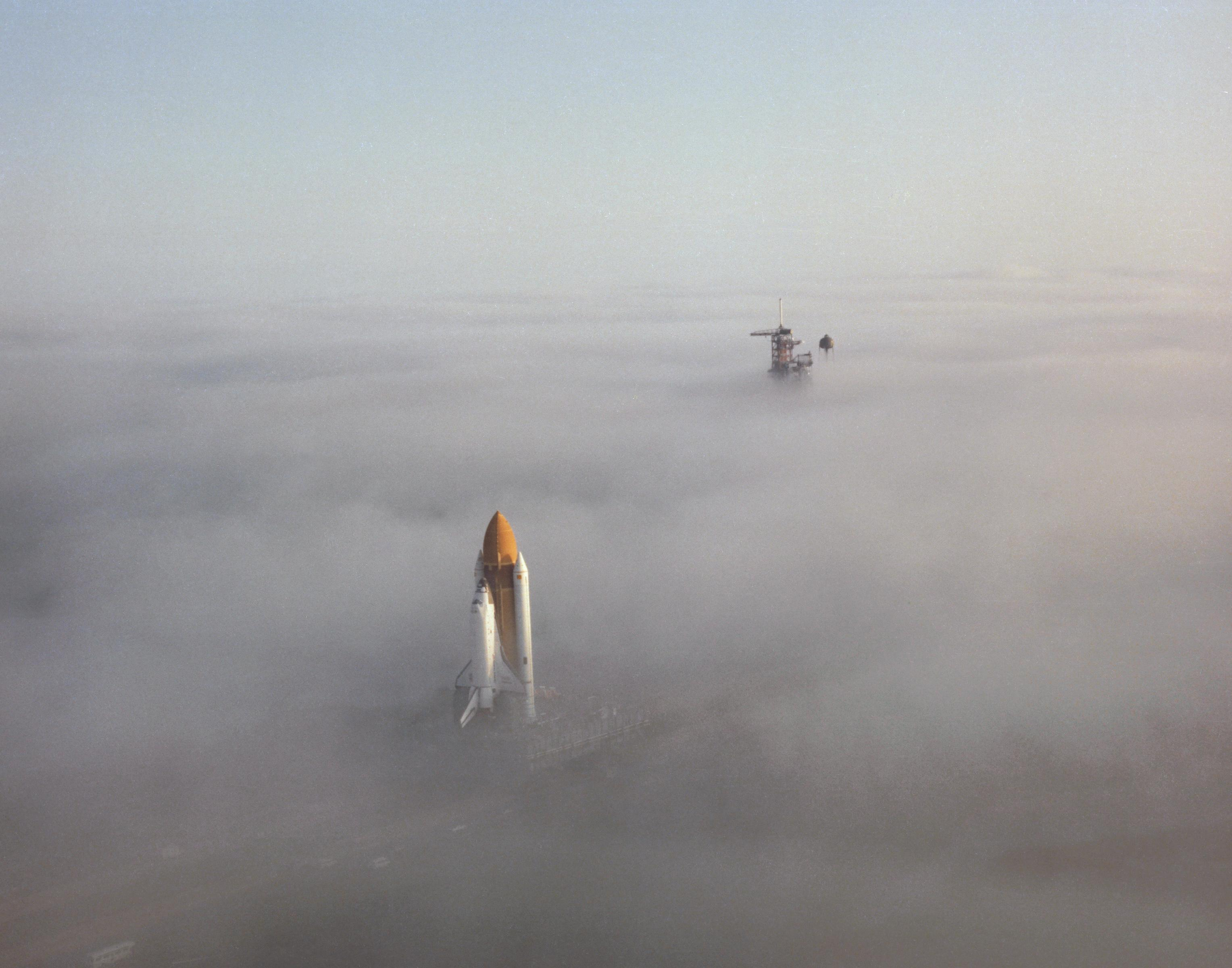
Il Challenger a bordo del Crawler-transporter in direzione della piattaforma di lancio (in secondo piano) presso il Kennedy Space Center.

Lo Space Shuttle Challenger (denominazione NASA: OV-99) fu uno Space Shuttle della NASA, il secondo a prendere servizio (dopo il Columbia) e venne costruito utilizzando lo Structural Test Article (STA-099), che inizialmente era stato prodotto per essere usato per svariati test. Inizialmente non era stato pensato per eseguire viaggi spaziali: fu destinato al volo dopo che fu scoperto che era più economico ricostruire il STA-099 piuttosto che adattare lo Space Shuttle Enterprise (OV-101).
Il viaggio inaugurale avvenne il 4 aprile 1983 e successivamente compì altri otto viaggi di andata e ritorno verso un'orbita terrestre bassa, prima di essere distrutto durante il lancio della sua decima missione (STS-51-L) il 28 gennaio 1986 (disastro dello Space Shuttle Challenger). Il Challenger è uno dei due Shuttle persi in missione, l'altro è il Columbia. I detriti raccolti sono depositati in silos missilistici decommissionati alla base aerea di Cape Canaveral.

## Voli
Lo Space Shuttle Challenger effettuò dieci voli, rimase 62,41 giorni in orbita, completando 995 orbite intorno alla Terra e percorrendo 41.527.416 km in totale, inclusa la missione finale.
| Data            | Designazione | Note |
| --------------- | ------------ | --- |

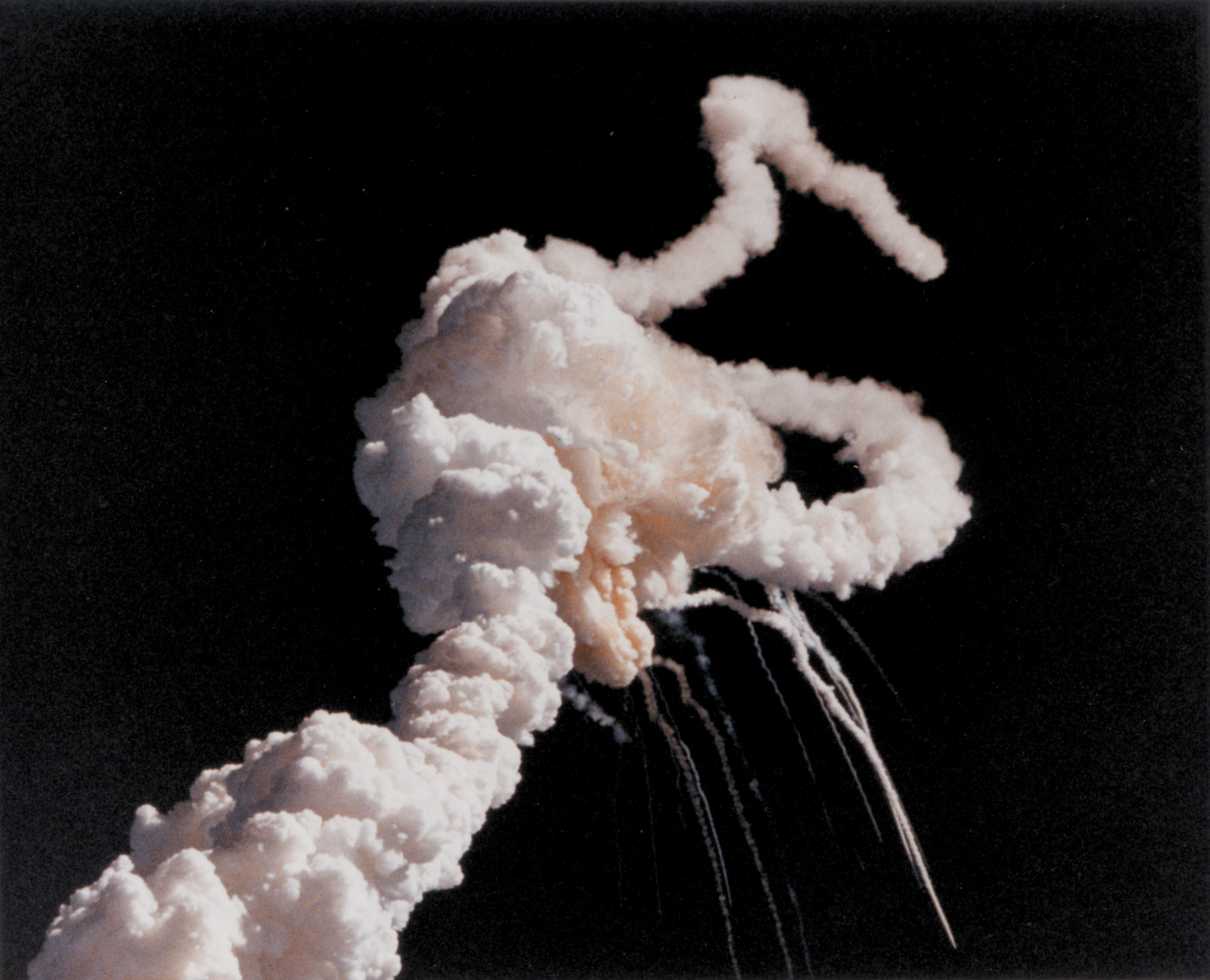
Esplosione del Challenger subito dopo la partenza dal Kennedy Space Center.

| 4 aprile 1983   | STS-6        | Chiamata TDRS-1. Prima camminata nello spazio durante una missione dello Space Shuttle. |
| 18 giugno 1983  | STS-7        | Sally Ride, prima donna americana nello spazio. Dispiegamento di due satelliti per le telecomunicazioni. |
| 30 agosto 1983  | STS-8        | Guion Bluford, primo afro-americano in orbita Prima partenza e atterraggio notturno dello Shuttle. Deployed Insat-1B. |
| 3 febbraio 1984 | STS-41-B     | Prima camminata nello spazio senza corda. Dispiegamento di due satelliti per le telecomunicazioni, fallita. |
| 6 aprile 1984   | STS-41-C     | Missione di servizio per il Solar Max. |
| 5 ottobre 1984  | STS-41-G     | Prima missione con due donne a bordo. Marc Garneau, primo canadese nello spazio. Kathryn D. Sullivan, prima donna americana a effettuare una camminata nello spazio. Dispiegamento dell'Earth Radiation Budget Satellite. |
| 29 aprile 1985  | STS-51-B     | Trasporto dello Spacelab-3 |
| 29 giugno 1985  | STS-51-F     | Trasporto dello Spacelab-2 |
| 30 ottobre 1985 | STS-61-A     | Trasporto del tedesco Spacelab D-1 |
| 28 gennaio 1986 | STS-51-L     | Distruzione dello Shuttle durante il decollo e morte dei sette astronauti a bordo. |

### Stemmi delle missioni
|          |          |          |          |          |
| STS-6    | STS-7    | STS-8    | STS-41-B | STS-41-C |
|          |          |          |          |          |
| STS-41-G | STS-51-B | STS-51-F | STS-61-A | STS-51-L |